# 쇠뇌살

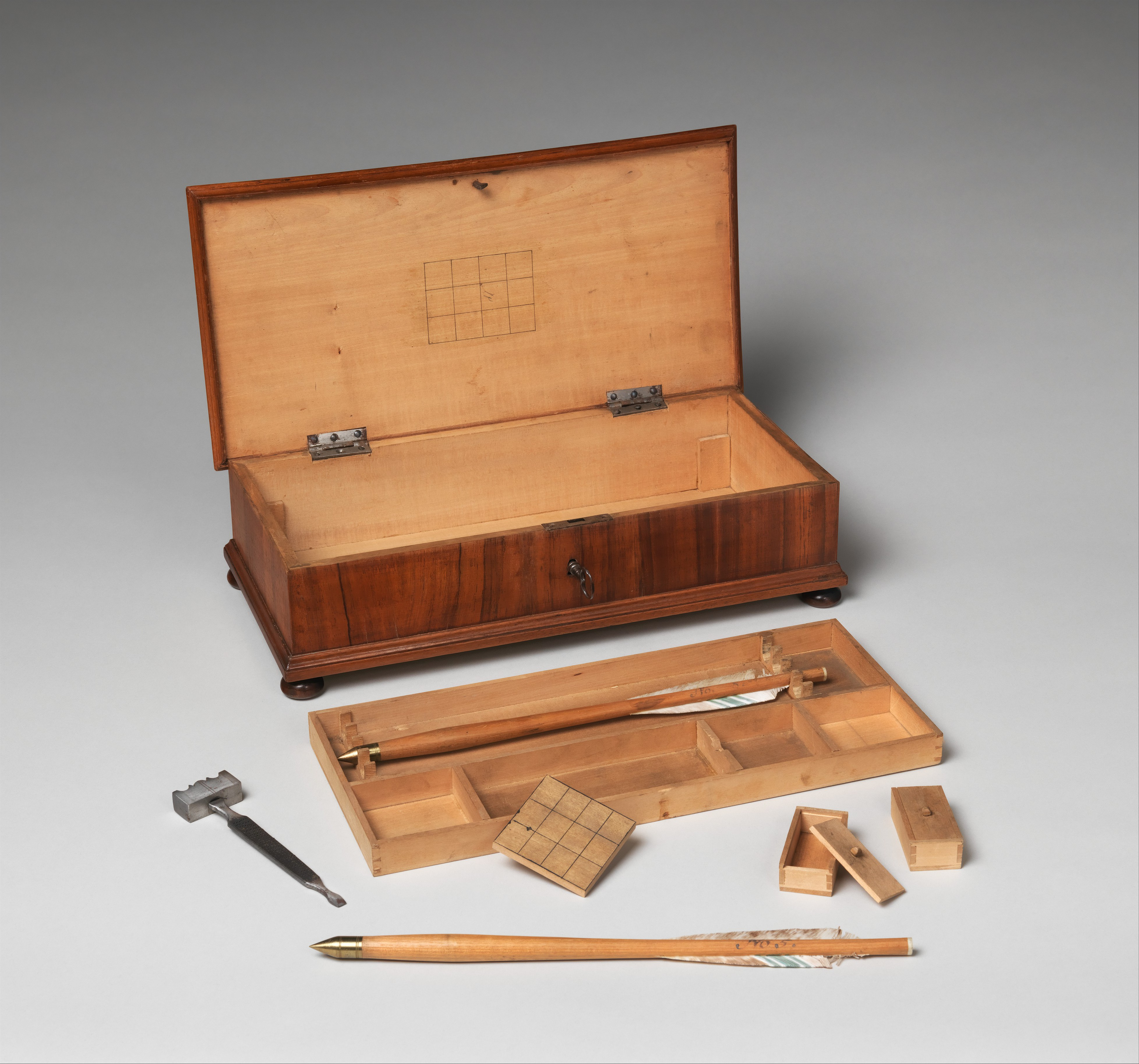

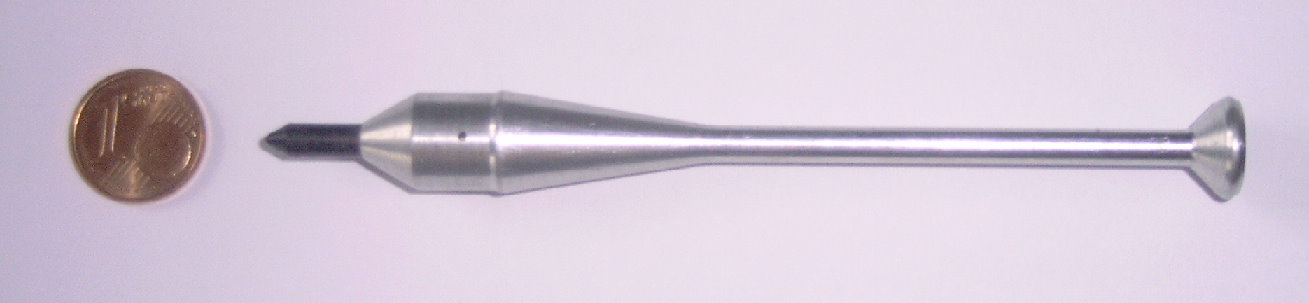
1유로센트 동전과 비교했을 때 테이퍼형 "허리" 샤프트 섹션과 후면 스커트가 있는 비정상적으로 작은 석궁 볼트

쇠뇌살 또는 볼트(영어: bolt) 또는 쿼럴(영어: quarrel) 또는 노시(중국어: 弩矢)는 쇠뇌에 매겨 쏘는 살이다. 활로 쏘는 화살보다 짧고 두껍다.
"노시"는 '활과 화살'이라는 의미의 궁시처럼 '쇠뇌와 쇠뇌살'이라는 의미도 있지만, '쇠뇌의 살(쇠뇌살)'이라는 의미도 있다.

## 같이 보기
- 석궁
- 궁시